# Parafia Najświętszej Maryi Panny Częstochowskiej w Łomży
Parafia rzymskokatolicka pw. Najświętszej Maryi Panny Częstochowskiej w Łomży – rzymskokatolicka parafia należąca do dekanatu Łomża – św. Brunona, diecezji łomżyńskiej, metropolii białostockiej.
Terytorium parafii obejmuje część Łomży oraz miejscowości: Konarzyce i Łochtynowo.

## Historia
Parafia powstała 17 sierpnia 1997 z parafii św. Brunona z Kwerfurtu i parafii Bożego Ciała w Łomży. 

## Kościół parafialny
Obecny kościół murowany pw. Najświętszej Maryi Panny Częstochowskiej został zbudowany w latach 1996-1997 staraniem ks. Henryka Jankowskiego, proboszcza parafii św. Brunona w Łomży, przy współudziale wikariusza ks. Eugeniusza Sochackiego. Świątynia została poświęcona 17 sierpnia 1997. przez biskupa łomżyńskiego Stanisława Stefanka. Mieści się przy ulicy Poznańskiej.